# Tipo (teoria do modelo)
Na teoria do modelo e áreas relacionadas da matemática, um tipo é um objeto que, falando livremente, descreve como um elemento (real ou possível) ou elementos em uma estrutura matemática podem se comportar. Mais precisamente, é um conjunto de fórmulas de primeira ordem em uma linguagem L com variáveis livres x1, x2, ..., xn que são verdadeiras de uma sequência de elementos de uma L-estrutura {\displaystyle {\mathcal {M}}}. Dependendo do contexto, os tipos podem ser completos ou parciais e podem utilizar um conjunto fixo de constantes, A, da estrutura {\displaystyle {\mathcal {M}}}. A questão de quais tipos representam elementos reais de {\displaystyle {\mathcal {M}}} nos leva às ideias de modelos saturados e tipos de omissão.

## Definição formal
Considere a estrutura {\displaystyle {\mathcal {M}}} para uma linguagem L. Seja M o universo da estrutura. Para cada A ⊆ M, seja L(A) a linguagem obtida  de L a partir da adição de uma constante ca para cada a ∈ A. Em outras palavras,
Um 1-tipo (de {\displaystyle {\mathcal {M}}}) sobre A é um conjunto de p(x) fórmulas em L(A) com, no máximo, uma variável livre x (portanto 1-tipo) de modo que para cada subconjunto finito p0(x) ⊆ p(x) existe algum b ∈ M, dependendo do p0(x), com {\displaystyle {\mathcal {M}}\models p_{0}(b)} (isto é. todas as fórmulas em p0(x) são verdadeiras em {\displaystyle {\mathcal {M}}} quando x é substituído por  b).
Similarmente, um n-tipo (de {\displaystyle {\mathcal {M}}}) sobre A é definido como sendo um conjunto de p(x1,…,xn) = p(x) de fórmulas em L(A), cada um tendo suas variáveis livres ocorrendo apenas entre as n variáveis livres dadas (x1,…,xn), desta forma, para cada subconjunto finito p0(x) ⊆ p(x) existem alguns elementos b1,…,bn ∈ M com {\displaystyle {\mathcal {M}}\models p_{0}(b_{1},\ldots ,b_{n})}.
Tipo completo refere-se aos tipos que são maximais com respeito a inclusão, isto é, se p(x) é um tipo completo, então para cada {\displaystyle \phi ({\boldsymbol {x}})\in L(A,{\boldsymbol {x}})} e {\displaystyle \phi ({\boldsymbol {x}})\in p({\boldsymbol {x}})}  or  {\displaystyle \lnot \phi ({\boldsymbol {x}})\in p({\boldsymbol {x}})}. Qualquer tipo não-completo é chamado de tipo parcial.  Assim, a palavra tipo, em geral, refere-se a qualquer n-tipo, parcial ou completo, sobre qualquer conjunto de parâmetros escolhidos (até mesmo o conjunto vazio).
Um n-tipo p(x) é dito como sendo realizado em {\displaystyle {\mathcal {M}}} se houver um elemento b ∈ Mn de modo que {\displaystyle {\mathcal {M}}\models p({\boldsymbol {b}})}. A existência de uma tal realização é garantida, para qualquer tipo, através do Teorema da Compacidade, embora a realização possa acontecer em alguma extensão elementar de {\displaystyle {\mathcal {M}}}, ao invés de no próprio {\displaystyle {\mathcal {M}}}. Se um tipo completo é realizado por b em {\displaystyle {\mathcal {M}}}, então o tipo é designado como {\displaystyle tp_{n}^{\mathcal {M}}({\boldsymbol {b}}/A)} e referido como o tipo completo de b sobre A.
Um tipo p(x) é dito isolado por φ se existir uma fórmula φ(x) com a propriedade que {\displaystyle \forall \psi ({\boldsymbol {x}})\in p({\boldsymbol {x}}),\varphi ({\boldsymbol {x}})\rightarrow \psi ({\boldsymbol {x}})}. Desde que subconjuntos finitos de um tipo sejam sempre realizados em {\displaystyle {\mathcal {M}}}, há sempre um elemento b ∈ Mn de tal forma que φ(b) é verdadeira em {\displaystyle {\mathcal {M}}}; ou seja {\displaystyle {\mathcal {M}}\models \varphi ({\boldsymbol {b}})}, assim b realiza todo o tipo isolado. Então os tipos isolados serão realizados em cada subestrutura ou extensão elementar. Devido a isso, os tipos isolados nunca podem ser omitidos (veja abaixo).
Um modelo que realiza a máxima variedade possível de tipos é chamado de modelo saturado, e a construção ultrapoderosa fornece uma maneira de produzir modelos saturados.

## Exemplos de tipos
Considere a linguagem com um conectivo binário,ao qual nós chamamos de {\displaystyle \in }. Seja {\displaystyle {\mathcal {M}}} o modelo {\displaystyle \langle \omega ,\in _{\omega }\rangle }, ao qual o {\displaystyle \omega } é um valor ordinal padrão bem ordenado. Seja {\displaystyle {\mathcal {T}}} a teoria deste modelo.
Considere o conjunto de fórmulas {\displaystyle p(x):=\{n\in \omega \mid n\in _{\omega }x\}}. Primeiro, nós  dizemos que isso é um tipo. Seja {\displaystyle p_{0}(x)\subseteq p(x)} um subconjunto finito de  {\displaystyle p(x)}. Precisamos encontrar um {\displaystyle n\in \omega } que satisfaça todas as fórmulas em {\displaystyle p_{0}}. Bem, podemos apenas pegar o sucessor do maior ordinal mencionado no conjunto de fórmulas {\displaystyle p_{0}(x)}. Então, isso claramente irá conter todos os ordinais mencionados em {\displaystyle p_{0}(x)}. Assim, teremos que {\displaystyle p(x)}  é um tipo. Em seguida, perceba que {\displaystyle p(x)} não é realizado em {\displaystyle {\mathcal {M}}}. Pois, se fosse, existiria algum {\displaystyle n\in \omega } que contém cada elemento de {\displaystyle \omega }. Se quiséssemos realizar o tipo,poderíamos ser tentados a considerar o modelo {\displaystyle \langle \omega +1,\in _{\omega +1}\rangle },que é de fato uma supermodelo de {\displaystyle {\mathcal {M}}} que compreende o tipo. Unfortunately, this extension is not elementary, isto é, esse modelo não tem ue satisfazer {\displaystyle {\mathcal {T}}}. Em particular, a semtemça {\displaystyle \exists x\forall y(y\in x)} é satisfeita por este modelo e não por {\displaystyle {\mathcal {M}}}.
Então, desejamos realizar o tipo numa extensão elementar. Podemos fazer isso definindo uma nova estrutura nessa linguagem, ao qual chamamos de {\displaystyle {\mathcal {M}}'}. O domínio da estrutura será {\displaystyle \omega \cup \mathbb {Z} '} onde {\displaystyle \mathbb {Z} '} representa o conjunto de números inteiros de tal modo que{\displaystyle \mathbb {Z} '\cap \omega =\emptyset }. Seja {\displaystyle <} a ordem habitual de {\displaystyle \mathbb {Z} '}. Interpretamos o simbolo {\displaystyle \in } na nossa nova estrutura por {\displaystyle \in _{{\mathcal {M}}'}=\in _{\omega }\cup <\cup \,(\omega \times \mathbb {Z} ')}. A ideia é que estamos adicionando uma "cadeia-Z", ou cópia dos inteiros, acima de todos os ordinais finitos. Claramente qualquer elemento {\displaystyle \mathbb {Z} '} realiza o tipo {\displaystyle p(x)}. Além disso, pode-se verificar que essa extensão é elementar.
Outro exemplo: o tipo completo do número 2 sobre o conjunto vazio, considerado como um membro dos números naturais, seria o conjunto de todas as sentenças de primeira ordem que descrevem uma variável x que são verdadeiras para x = 2. Esse conjunto incluiria fórmulas tais como  {\displaystyle \,\!x\neq 1+1+1}, {\displaystyle x\leq 1+1+1+1+1}, e {\displaystyle \exists y(y<x)}. Esse é um exemplo  de um tipo isolado,uma vez que a fórmula {\displaystyle x=1+1} implica todas as outras fórmulas que são verdadeiras sobre o número 2.
Por exemplo, as sentenças
{\displaystyle \forall y(y^{2}<2\implies y<x)}
e
{\displaystyle \forall y((y>0\land y^{2}>2)\implies y>x)}
descrevendo a raiz quadrada de 2  são consistentes com os axiomas de campos ordenados,  e pode ser estendida para um tipo completo. Esse tipo não é realizado no campo ordenado de números racionais, mas é realizado em campos ordenados de números reais. Similarmente, o conjunto infinito de fórmulas (sobre o conjunto vazio) {x>1, x>1+1, x>1+1+1, ...} não é realizado em campos ordenados de números reais, ,as é realizado em campo ordenado de hiperreais. Se permitirmos mais parâmetros, como por exemplo, todos os reais, podemos especificar um tipo {\displaystyle \{0<x<r:r\in \mathbb {R} \}} que é realizado por um hiperreal infinitesimal que viola a Propriedade de Arquimedes.
A razão pela qual é útil restringir os parâmetros a um determinado subconjunto do modelo é que isso ajuda a distinguir os tipos que podem ser satisfeitos daqueles que não podem. Por exemplo, usando o conjunto completo de números reais como parâmetros poderia ser gerado um conjunto infinito e incontável de fórmulas como {\displaystyle x\neq 1}, {\displaystyle x\neq \pi }, ... que explicitamente, colocaria uma regra para cada possível valor real para x, e, portanto, nunca poderia ser realizado dentro dos números reais.

## Espaços de pedra
É útil para considerar o conjunto de n-tipos completos sobre A  como um espaço topológico. Considere a seguinte relação de equivalência na fórmula nas variáveis livres x1,…, xn com parâmetros em M:
{\displaystyle \psi \equiv \phi \Leftrightarrow {\mathcal {M}}\models \forall x_{1},\ldots ,x_{n}(\psi (x_{1},\ldots ,x_{n})\leftrightarrow \phi (x_{1},\ldots ,x_{n})).}
Pode-se mostrar que {\displaystyle \psi \equiv \phi } se, somente se eles são contidos, exatamente, nos mesmos tipos completos.
O conjunto de fórmulas nas varáveis livres x1,…,xn sobre A até essa relação de equivalência é uma álgebra booleana (e é canonicamente isomorfa ao conjunto de subconjuntos A-definíveis de Mn). Os n-tipos completos correspondem ao ultrafiltro dessa álgebra booleana. O conjunto de n-tipos completos pode ser feito num espaço topológico, tendo os conjuntos de tipos que contém uma dada fórmula como conjuntos abertos de base. Isso constrói o Espaço de Pedra que é compacto, Hausdorff, e totalmente desconectado.
Exemplo. A teoria completa de campos algebricamente fechados de característica 0 tem eliminação de quantificador que permite mostrar que os possíveis 1-tipos completos correspondem a:
- Raízes de um dado polinômio não constante irredutível sobre os racionais com coeficiente de liderança igual a 1. Por exemplo, o tipo de raíz quadrada de 2. Cada um desses tipos são um ponto aberto de espaço de pedra.
- Elementos transcendentais, estes não são as raízes de qualquer polinômio diferente de zero. Esse tipo é um ponto no espaço de pedra que é fechado, mas não aberto.

Em outras palavras, os 1-tipos correspondem exatamente aos ideais primos do anel polinomial Q[x] sobre os racionais Q: Se r  é um elemento do modelo do tipo p, então o ideal correspondente a p é o conjunto de polinomiais que possuem r  como uma raiz. De modo mais geral, os n-tipos completos correspondem aos ideais primos do anel polinomial Q[x1,...,xn], em outras palavras, até os pontos do espectro principal deste anel. (A topologia do espaço de pedra pode, de fato, ser visualizada como a topologia de Zariski de um anel booleano induzido a um modo natural da estrutura de treliça de álgebra booleana, ao passo que a topologia de Zariski não é, em geral, de Hausdorff, isto é, no caso de anéis booleanos.) Por exemplo, se q(x,y) é um polinômio irredutível em 2 variáveis, existe um 2-tipo cuja realizações (informalmente) pares (x,y) de elementos transcendentais com q(x,y)=0.

## O teorema dos tipos omitidos
Dado um n-tipo completo p pode-se perguntar se existe um modelo da teoria que omite p, em outras palavras não existe n-tuplo no modelo que realiza p. Se p é um ponto isolado no Espaço de Pedra, isto é se {p} é um conjunto aberto, é fácil ver que todo modelo realiza p (ao menos se a teoria esta completa). O teorema dos tipos omitidos diz que inversamente, se p não é isolado, então existe um modelo contável omitindo p (desde que a linguagem seja contável).
Exemplo: Na teoria dos campos algebricamente fechados de característica  0, existe um 1-tipo representado por elementos que são transcendentais sobre o campo primo. Este é um ponto de não isolado do Espaço de Pedra (de fato, o único ponto não isolado). O campo de números algébricos é um modelo que omite esse tipo, bem como o encerramento de qualquer extensão algébrica transcendental dos racionais é um modelo de realização deste tipo.
Todos os outros tipos são "números algébricos" (mais precisamente, eles são os conjuntos de declarações de primeira ordem satisfeitas por algum dado número algébrico),  e todos esses tipos são realizados em todos os campos algebricamente fechados de característica 0.